# Route Araniko
 (décembre 2023).
Si vous disposez d'ouvrages ou d'articles de référence ou si vous connaissez des sites web de qualité traitant du thème abordé ici, merci de compléter l'article en donnant les références utiles à sa vérifiabilité et en les liant à la section « Notes et références ».
La route Araniko, (de l'anglais : Araniko highway, népalais : अरनिको राजमार्ग en référence au Newar, Araniko) est une voie de circulation qui, partant du Maitighar Mandala, à Katmandou, la capitale du Népal, conduit à la frontière avec la République populaire de Chine par le village frontalier népalais de Kodari situé dans le district de Sindhulpalchok, au sein de la zone de Bagmati.

## Tracé
La route est prolongée côté chinois par la route nationale 318  (G318), située en région autonome du Tibet, qui lie le poste frontière de Zhangmu, dans le Xian de Nyalam, ville-préfecture de Shigatsé mène à la capitale de la région autonome, Lhassa. La route G318 continue quant à elle jusqu'à la place du Peuple de Shanghai, en passant entre autres par des capitales provinciales, comme Chengdu (Sichuan), ou Wuhan (Hubei) ainsi que la municipalité de Chongqing.
L'ensemble routier comportant le tronçon reliant Lhassa à la frontière népalaise de la G318 et la route Araniko, sont communément appelées la 'Route Lhassa – Katmandou' et forment un tronçon de la grande route asiatique 42 (AH42), reliant Lanzhou, capitale de la province du Gansu, en Chine à Barhi (en), dans l'État de Jharkhand en Inde, via le Népal.

## Galerie

Route Araniko
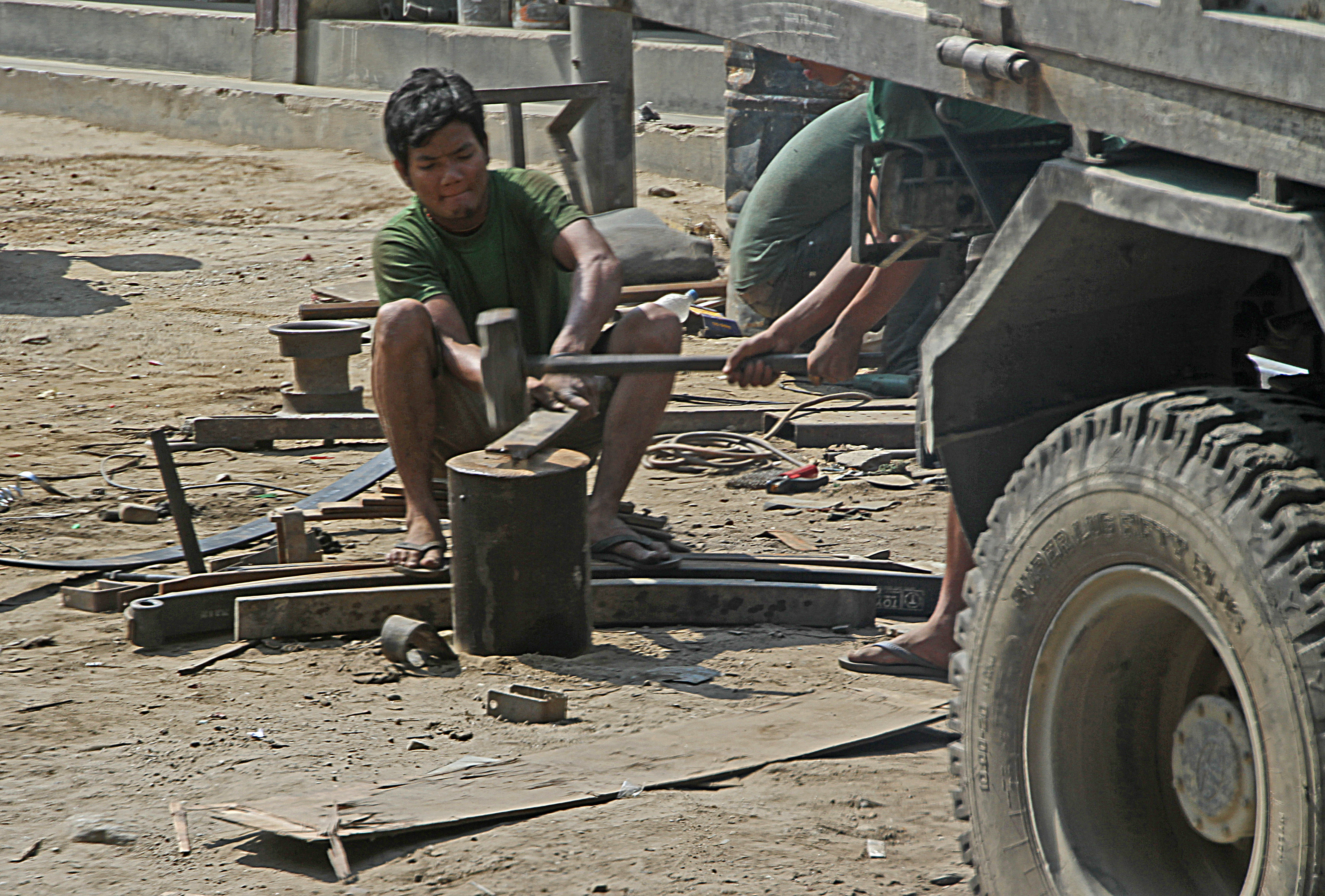
Mécanicien automobile
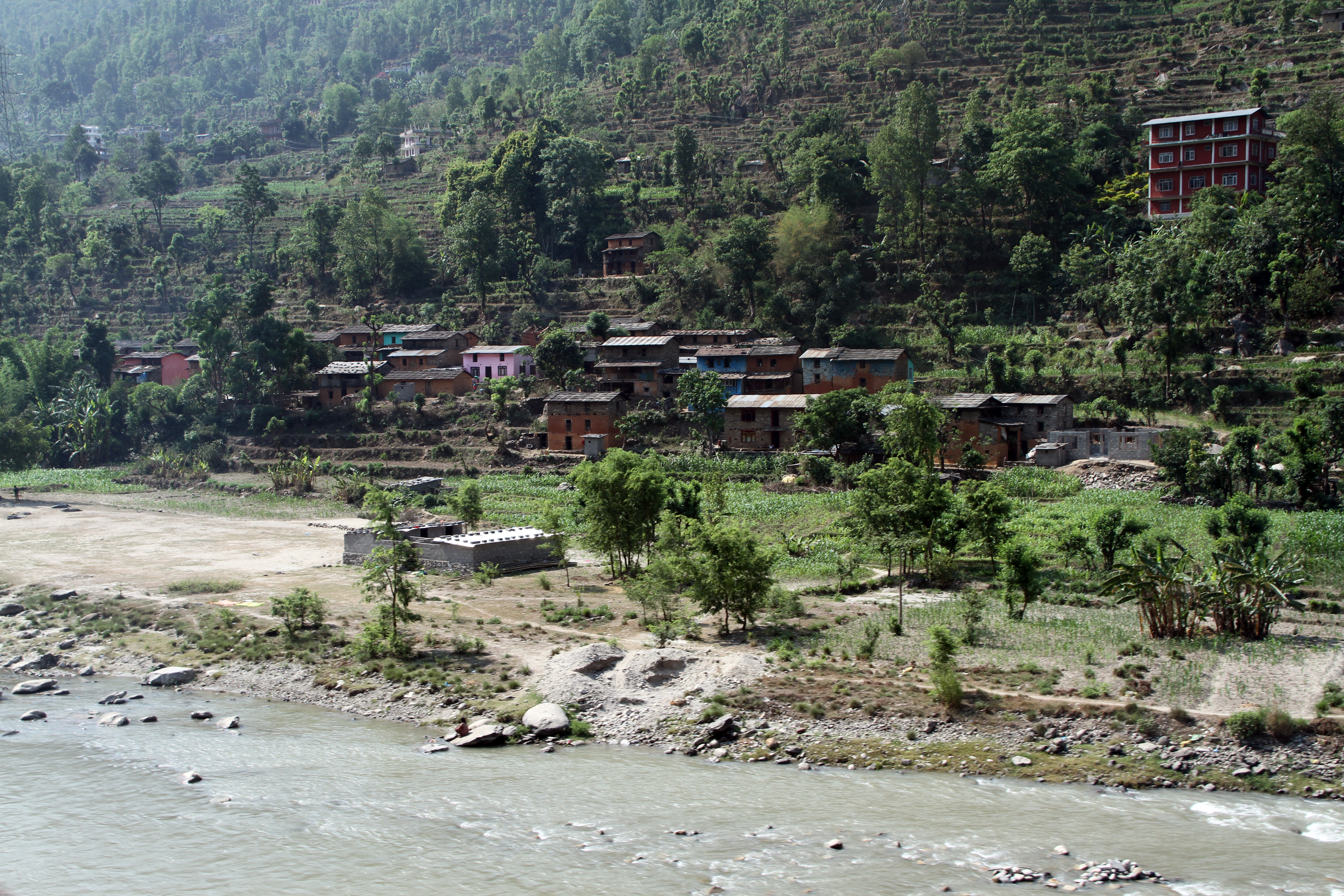
Village sur la rivière Sunkoshi
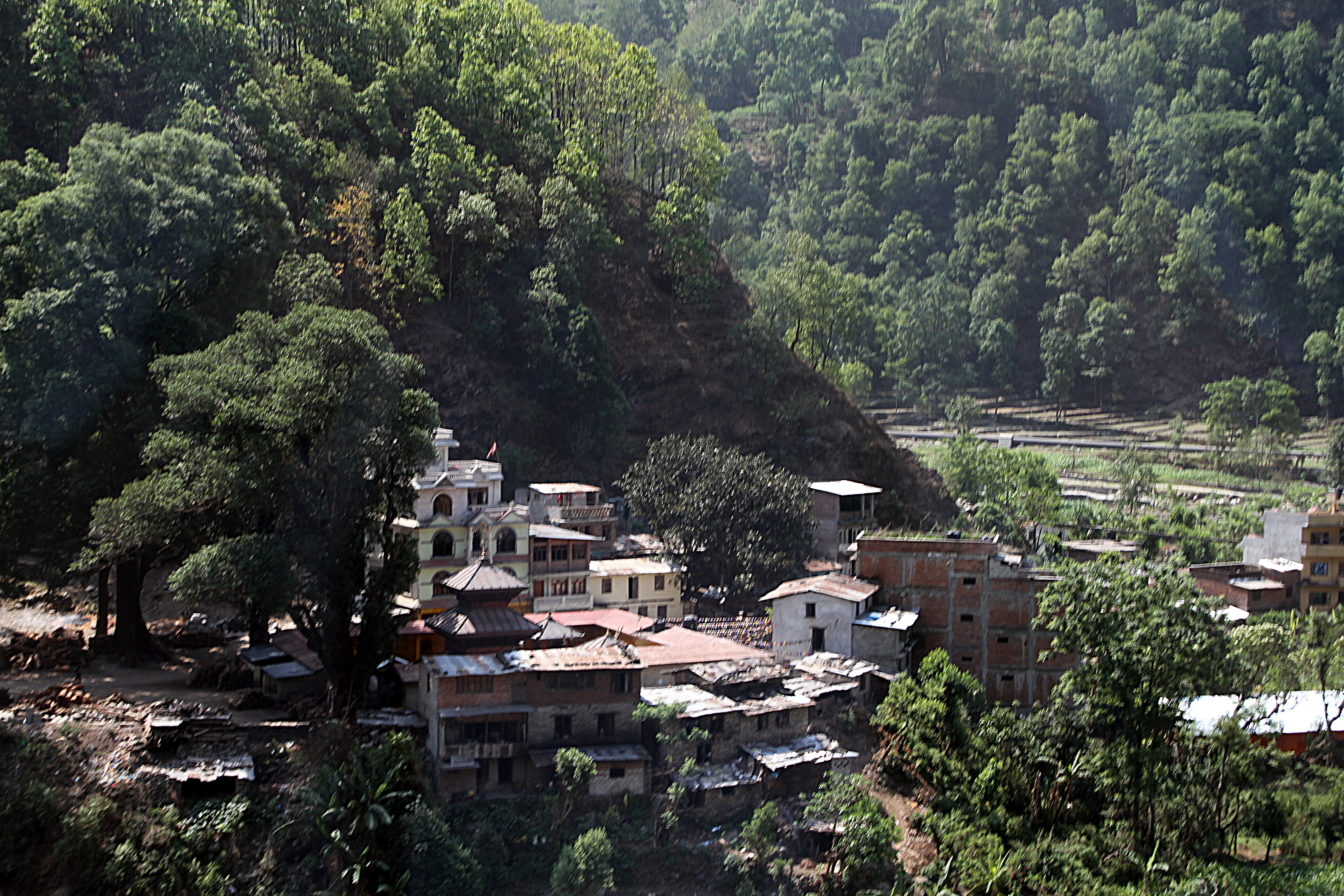
Monastère
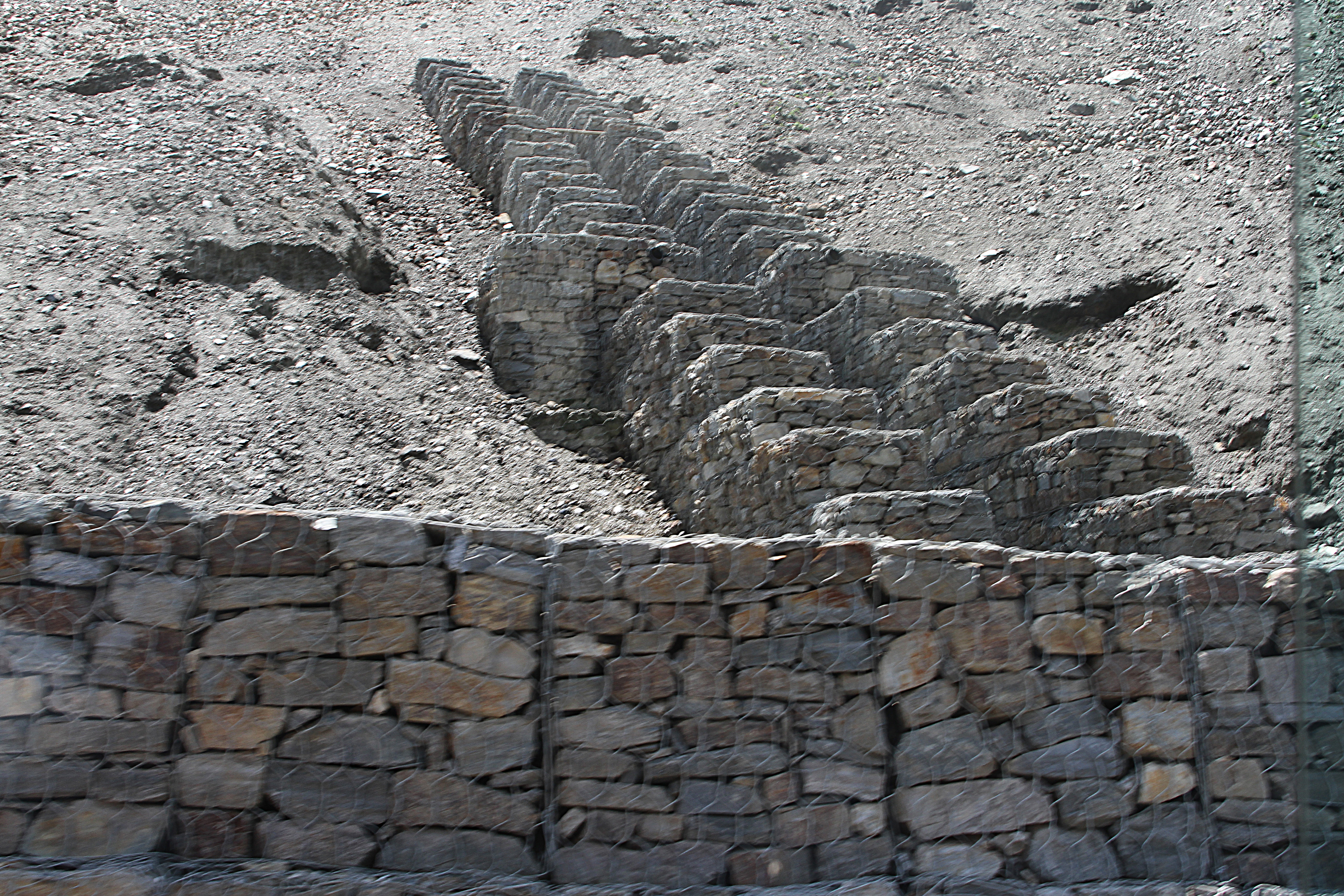
Expansion de la route
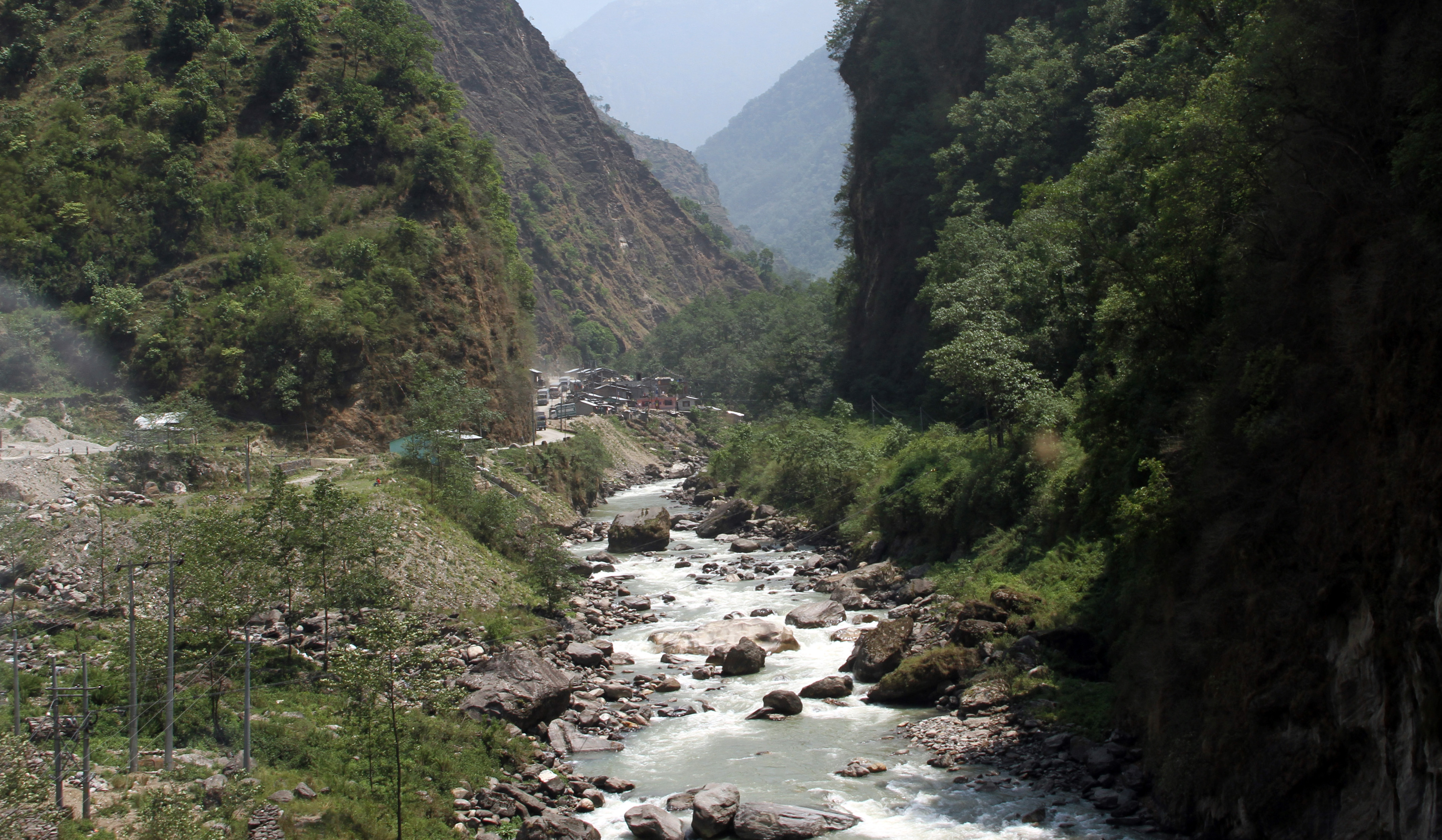
Vallée de Sunkoshi
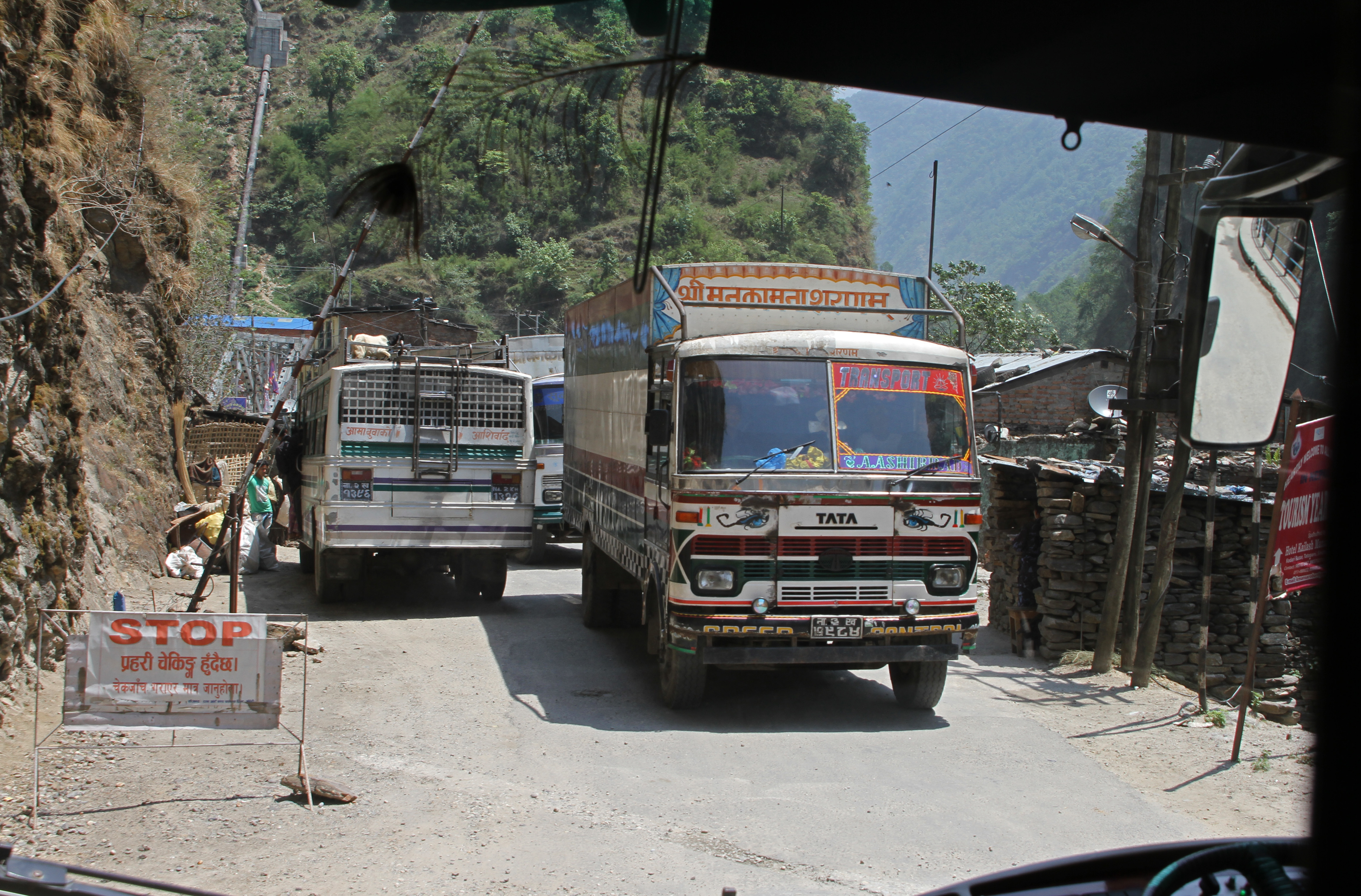
Point de contrôle népalais
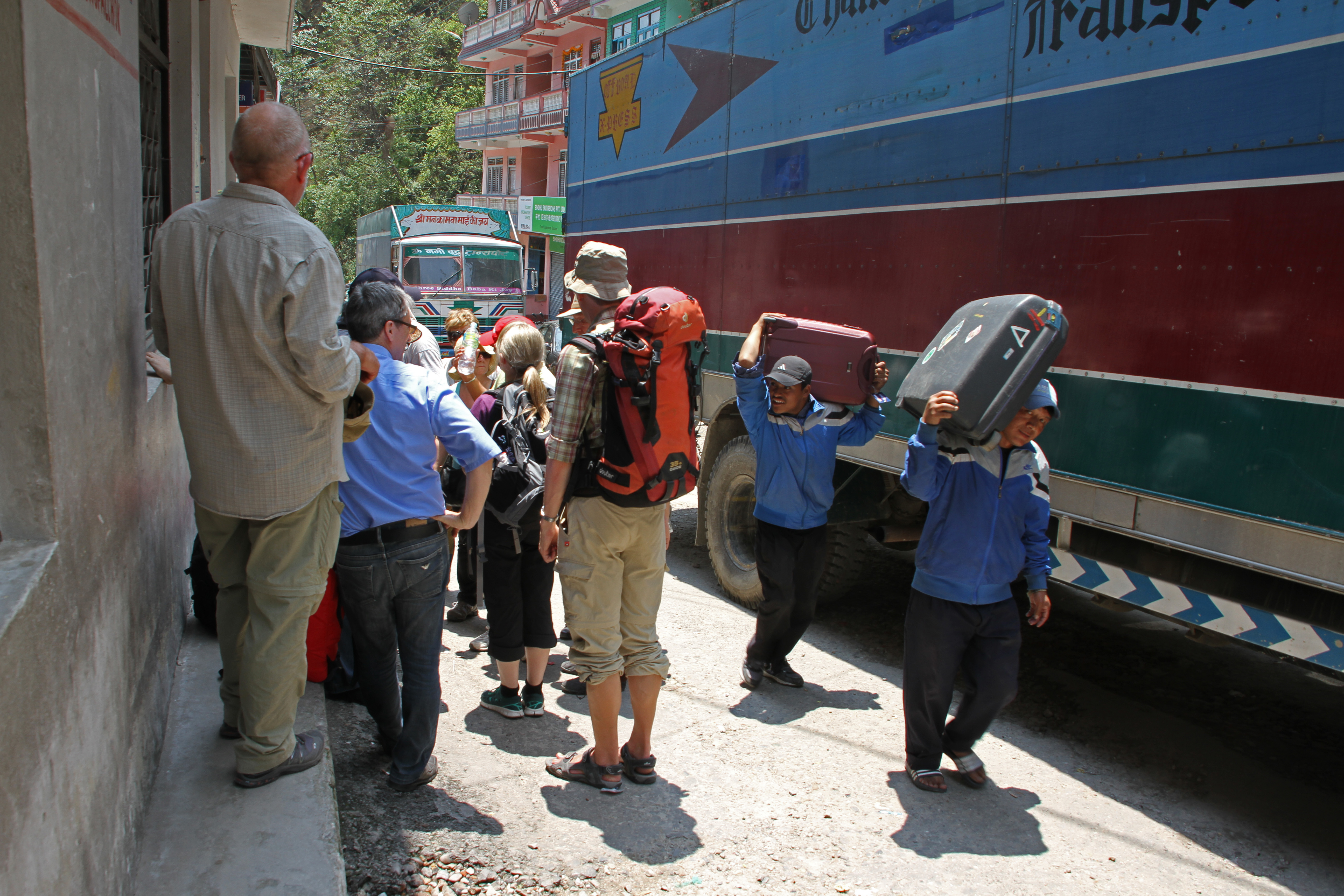
Passage de la frontière népalo-tibétaine